# Sprængning af Huse i Ordrup Krat
Sprængning af Huse i Ordrup Krat er en dokumentarisk optagelse fra 1907 foretaget af Peter Elfelt.
I forbindelse med anlæg af Klampenborg Galopbane blev fjernet bygninger i Ordrup Krat.

## Handling
To huse i Ordrup sprænges i luften.